# Миодраг Здравковић
Миодраг Здравковић (Рготина, 1927 — Београд, 17. мај 2017) је био српски и југословенски спикер и новинар. Најпознатији је по томе што је први на јавном сервису прочитао вест о Титовој смрти, али је поред тога читао и вести о атентату на Џона Кенедија и нападу Варшавског пакта на Чехословачку.

## Извори
1. ↑  „Преминуо спикер Миодраг Здравковић”. РТС. 17. мај 2017. Приступљено 13. август 2025.